# Брус Бокслайтнър
Брус Бокслайтнър (на английски: Bruce Boxleitner) е американски телевизионен и филмов актьор.

## Биография
Роден е на 12 май 1950 г. в Елджин, Илинойс. Той изпълнява главни роли в телевизионните сериали Вавилон 5, Как беше спечелен Западът и Плашилото и госпожа Кинг. Участва в трилогията Комарджията заедно с Кени Роджърс. Филмовата кариера на Бокслайтнър включва продукции като Трон, Зоя и Легионът на мъртъвците.

## Филмография
- „Трон Заветът“ – 2010 г.
- „Вавилон 5: Изгубените истории“ – 2007 г.
- „Забравени досиета“ (1 епизод) – 2007 г.
- „Легионът на мъртъвците“ – 2005 г.
- „До краен предел“ (1 епизод) – 2000 г.
- „Вавилон 5: На оръжие“ – 1999 г.
- „Вавилон 5“ (88 епизода) – От 1994 до 1998 г.
- „Вавилон 5: Трето пространство“ – 1998 г.
- „Вавилон 5: В началото“ – 1998 г.
- „Зоя“ – 1995 г.
- „Разкази от криптата“ (1 епизод) – 1991 г.
- „Плашилото и госпожа Кинг“ (88 епизода) – От 1983 до 1987 г.
- „Трон“ – 1982 г.
- „Как беше спечелен Западът“ (16 епизода) – 1979 г.